# Wolf 1069
Wolf 1069 (auch bekannt als GJ 1253) ist ein Roter-Zwerg-Stern, der sich 31,2 Lichtjahre (9,6 pc) vom Sonnensystem entfernt im Sternbild Schwan (Cygnus) befindet. Dieser Stern mit 0,17 Sonnenmassen und 0,18 Sonnenradien hat eine Temperatur von 3158 K (2885 °C) sowie eine lange Rotationsdauer von 150–170 Tagen. Er besitzt einen Exoplaneten, Wolf 1069 b, der dem Max-Planck-Institut für Astronomie zufolge, ein erdähnlicher Himmelskörper sein könnte.

## Planetensystem
Im Jahr 2023 wurde mittels Radialgeschwindigkeitsmessungen ein planetarischer Begleiter von Wolf 1069 entdeckt. Er hat eine Mindestmasse ähnlich der der Erde und umrundet den Stern innerhalb der habitablen Zone mit einer Umlaufzeit von 15 Tagen. Dieser Planet erzeugt keinen Transit vor seinem Wirtsstern. Weitere Planeten mit einer Masse von mehr als einer Erde und einer Umlaufzeit von weniger als 10 Tagen wurden durch Beobachtungen ausgeschlossen. Wahrscheinlich befindet sich der Planet durch Gezeitenkräfte des Sterns in einer gebundenen Rotation. Wolf 1069 b weist dem Stern also immer dieselbe Seite zu.
Zum Zeitpunkt seiner Entdeckung ist der Planet der sechstnächste bekannte Planet mit Erdmasse in der konservativ definierten habitablen Zone, nach Proxima Centauri b, Gliese 1061 d, Teegardens Stern c und Gliese 1002 b und c.
| Begleiter | Masse (MErde) | Radius (RErde)   | Bahnhalbachse (AE) | Umlaufperiode (d) | Inklination (°) | Gleichgewichtstemperatur (K) |
| --------- | ------------- | ---------------- | ------------------ | ----------------- | --------------- | ---------------------------- |
| b         | ≥ 1,26 ± 0,21 | 1,08 (berechnet) | 0,0672 ± 0,0014    | 15,564 ± 0,015    | ≤ 89,35         | 250,1 +6,6−6,5               |